# Paul Milata
Paul Milata (* 1977 in Bukarest, Sozialistische Republik Rumänien) ist ein deutscher Neuzeithistoriker, Autor und Unternehmensberater. 

## Leben
Milata absolvierte die Brukenthalschule in Hermannstadt (rumänisch Sibiu) und studierte Osteuropäische Zeitgeschichte an der McGill University in Montreal, Kanada. Seine Magisterarbeit schrieb er 2001 zum Thema Die Migration der Hochqualifizierten aus Osteuropa, 1980-2000. Er promovierte zum Dr. phil. an der Humboldt-Universität zu Berlin. Für die Veröffentlichung seiner Dissertation Zwischen Hitler, Stalin und Antonescu. Rumäniendeutsche in der Waffen-SS erhielt er 2008 den Ernst-Habermann-Preis. Im gleichen Jahr veröffentlichte er seine Studie zur Abwanderung qualifizierter Fachkräfte aus Osteuropa: Brain Drain in Eastern Europe 1980-2000.
Milata ist seit 2004 als Unternehmensberater für westliche Firmen in Osteuropa tätig, darunter ab 2008 bei Kienbaum Consultants International im Geschäftsfeld Rumänien und Bulgarien. Von 2009 bis 2011 war er Geschäftsführer der rumänischen Tochter der Aton GmbH, Aton Transilvania SRL in Timișoara. 2013 gründete er die Milata KG, die als Dienstleister für Personalvermittlung und Betrugsermittlung auch im Bereich der akademischen Korruption in Europa forscht. Milata ist Certified Fraud Examiner (CFE, deutsch Zertifizierter Betrugsprüfer).

## Veröffentlichungen
- Zwischen Hitler, Stalin und Antonescu. Rumäniendeutsche in der Waffen-SS, 3. Aufl., Schiller Verlag, ISBN 978-3-94695449-1 (rumänisch: Intre Hitler, Stalin si Antonescu: Germanii din Romania in Waffen-SS, Schiller Verlag, Bonn/Hermannstadt 2018, ISBN 978-3-94695-430-9).
- Brain Drain in Eastern Europe: 1980-2000, Aldus-Verlag, Brașov, 2008, ISBN 9-73782-230-7.
- Der Lebenslauf des „Volksgruppenführers“ Andreas Schmidt, Böhlau Verlag, Köln 2005, S. 70–76, in: Zeitschrift für Siebenbürgische Landeskunde, 4. F. Jg. 28 (2005), H. 1, SWB-PPN 120382512.